# Corpus Iuris Fridericianum
Corpus Iuris Fridericianum („Kodeks Fryderyka”, „Corpus Iuris Fridericiani”) – zbiór praw opracowany za panowania króla Prus Fryderyka II w latach 1749–1751. Fryderyk II nosił się bowiem z zamiarem skodyfikowania całości pruskiego prawa w duchu Oświecenia. Zbiór – przygotowany pod kierunkiem kanclerza Samuela von Cocceji – nie uzyskał jednak aprobaty monarchy. Dotyczył m.in. prawa osobowego i rzeczowego. Pewne jego postanowienia zostały co prawda wprowadzone w życie, ale tylko w niektórych prowincjach państwa pruskiego.
Doświadczenia zdobyte podczas przygotowywania „Corpus” zostały wykorzystane w pracach nad Landrechtem z 1794 r.
Niekiedy (ale nieściśle) mianem „Corpus Iuris Fridericiani” określa się Powszechną Ordynację Sądową (Allgemeine Gerichtsordnung für die Preussischen Staaten) z 1793 – kodeks postępowania cywilnego wydany za panowania Fryderyka Wilhelma II. Błąd ten wynika z faktu, iż jedna z części „Corpus” była poświęcona procedurze cywilnej. Przepisy „Corpus Iuris” regulujące tę materię zostały wydane najpierw w 1781. Zaś w 1793 – znany prawnik – Carl Gottlieb Svarez opracował ją na nowo i w takim kształcie została zatwierdzona przez króla i wprowadzona w życie, właśnie jako „Powszechna Ordynacja Sądowa”. Obowiązywała do 1877, gdy wszedł w życie ogólnoniemiecki kodeks postępowania cywilnego.